# Sizichuan
Sizichuan är en socken i nordvästra Kina. Den ligger i Tongwei härad i staden Dingxi i provinsen Gansu, omkring 150 kilometer sydost om provinshuvudstaden Lanzhou. Antalet invånare är 12 490. Befolkningen består av 6 373 kvinnor och 6 117 män. Barn under 15 år utgör 23,0 %, vuxna 15-64 år 66 %, och äldre över 65 år 10,0 %.